# (189) Phthia
(189) Phthia ist ein Asteroid des inneren Hauptgürtels, der am 9. September 1878 vom deutsch-US-amerikanischen Astronomen Christian Heinrich Friedrich Peters am Litchfield Observatory in New York entdeckt wurde.
Für die Benennung gibt es in der griechischen Mythologie viele Erklärungen: (1) Phthia war eine Tochter von Niobe und wurde von Artemis getötet. (2) Phthia hießen Geliebte von Zeus, Apollon oder Phoinix. Phthia ist auch der Name einer Stadt in Thessalien, in der Achilleus geboren wurde.

## Wissenschaftliche Auswertung
Mit Daten radiometrischer Beobachtungen in Infraroten am Kitt-Peak-Nationalobservatorium in Arizona vom März 1976 wurden für (189) Phthia erstmals Werte für den Durchmesser und die Albedo von 41 km und 0,11 bestimmt. Aus Ergebnissen der IRAS Minor Planet Survey (IMPS) wurden 1992 Angaben zu Durchmesser und Albedo für zahlreiche Asteroiden abgeleitet, darunter auch (189) Phthia, für die damals Werte von 37,7 km bzw. 0,23 erhalten wurden. Eine Auswertung von Beobachtungen durch das Projekt NEOWISE im nahen Infrarot führte 2011 zu vorläufigen Werten für den Durchmesser und die Albedo im sichtbaren Bereich von 40,6 km bzw. 0,20. Ein Vergleich von Daten, die von 1978 bis 2011 an der Sternwarte Ondřejov in Tschechien und am Table Mountain Observatory in Kalifornien gesammelt wurden, mit den Daten von NEOWISE führte 2012 zu einer Korrektur der Werte für den Durchmesser und die Albedo auf 40,4 km bzw. 0,16. Nachdem die Werte nach neuen Messungen mit NEOWISE 2012 auf 43,9 km bzw. 0,17 korrigiert worden waren, wurden sie 2014 auf 38,5 km bzw. 0,22 geändert.
Photometrische Beobachtungen von (189) Phthia erfolgten erstmals am 18. Juli 1981 am Table Mountain Observatory und am Lowell-Observatorium in Arizona. Da nur Daten über eine kurze Zeitspanne erfasst wurden, konnte für die Rotationsperiode nur eine Abschätzung zu >15 h gemacht werden. Am 6. Oktober 1993 wurden an der Außenstelle Tschuhujiw des Charkiw-Observatoriums in der Ukraine photometrische Messungen des Asteroiden durchgeführt. Aus der gewonnenen Lichtkurve, die einen Zeitraum von nur 4 Stunden umfasste, konnte auch hier keine Rotationsperiode abgeleitet werden. Bei Beobachtungen vom 31. Juli bis 18. September 2008 am Organ Mesa Observatory in New Mexico konnte dann erstmals eine detaillierte Lichtkurve gewonnen und eine Rotationsperiode von 22,346 h bestimmt werden.
Eine Auswertung der 2008 registrierten Lichtkurve ermöglichte einer Forschergruppe in einer Untersuchung von 2016 die genaue Bestimmung der Rotationsperiode zu 22,3416 h, außerdem konnten zwei alternative Lösungen für die räumliche Lage der Rotationsachse bestimmt werden in Verbindung mit einer prograden Rotation des Asteroiden. Aus archivierten Daten und photometrischen Messungen von Gaia DR2 konnte dann 2021 erneut eine Rotationsachse mit prograder Rotation berechnet werden. Die Rotationsperiode wurde ebenfalls zu 22,3416 h bestimmt. Aus archivierten Daten des Asteroid Terrestrial-impact Last Alert System (ATLAS) aus dem Zeitraum 2015 bis 2018 wurde in einer Untersuchung von 2022 mit der Methode der konvexen Inversion eine Rotationsperiode von 22,341 h berechnet.
Nach einer engen Annäherung zwischen (189) Phthia und dem etwa 3,6 km großen Asteroiden (6224) El Goresy am 11. Februar 1999 bis auf etwa 35.500 km bei einer Relativgeschwindigkeit von etwa 3,5 km/s wurde die gravitative Bahnstörung auf den kleineren Himmelskörper in einer Untersuchung von 2008 astrometrisch ausgewertet, um die Masse von (189) Phthia zu bestimmen. Es wurde dafür ein Wert von 3,72·1016 kg erhalten, der zusammen mit einem angenommenen mittleren Durchmesser von etwa 38 km zu einer Schüttdichte von 1,33 g/cm³ führte. Die Werte besaßen eine Unsicherheit im Bereich von ±34 %. In einer weiteren Bearbeitung der Ergebnisse im Jahr 2011 wurde die Masse auf 3,84·1016 kg (Unsicherheit ±21%) korrigiert. Aus der Schüttdichte von 1,34 g/cm³ ergab sich mit einer angenommenen Materialdichte für Asteroiden dieses Typs von 3,56 g/cm³ eine Porosität im Bereich von 62 %. Damit handelt es sich bei (189) Phthia um einen Rubble Pile-(Trümmerhaufen)-Asteroiden aus zahlreichen kleineren Körnern und Brocken, der nur durch die Gravitation lose zusammengehalten wird. Eine Abschätzung von Masse und Dichte für den Asteroiden aufgrund von gravitativen Beeinflussungen auf Testkörper führte in einer weiteren Untersuchung von 2012 ebenfalls zu einer Masse von etwa 3,84·1016 kg und mit einem angenommenen Durchmesser von etwa 41 km zu einer Dichte von 1,07 g/cm³ bei einer Porosität von 67 %. Diese Werte besitzen eine Unsicherheit im Bereich von ±20 %.